# Timecop1983
Jordy Leenaerts (Nuenen, 24 augustus 1983), bekend onder zijn artiestennaam Timecop1983, is een Nederlands muzikant in het synthwave-genre.

## Biografie
Leenaerts raakte al op 12-jarige leeftijd geïnteresseerd in het maken van muziek op de computer met een tracker. Door de populariteit van de synthesizerpop begon hij in 2014 als Timecop1983 en bracht in dat jaar zijn debuutalbum Childhood Memories uit. Onder zijn alias, dat ontstond als een mix van Futurecop! met zijn geboortejaar, maakt hij muziek met computers, soft-synths en analoge synthesizers. Naar eigen zeggen probeert hij met zijn muziek een nostalgie en weemoed te creëren naar de jaren 80.
Internationale bekendheid ontstond in 2016 door het label NewRetroWave. Hij treedt op als artiest voor live-optredens, onder meer in de Verenigde Staten en Dubai. In 2016 trad hij ook op het Amsterdam Dance Event met artiesten als Sunglasses Kid, College en Maethelvin.
In 2016 bracht Leenaerts een door de sciencefictionfilm Blade Runner geïnspireerde ep uit onder zijn alias Division.
De muziek en het logo van Timecop1983 is gebruikt in het computerspel Grand Theft Auto V. Hij schreef de muziek voor het spel Crossing Souls in 2018. Zijn muziek is ook te horen in de Netflix-films Coin Heist en You Get Me uit 2017.
In 2018 tourde Leenaerts met veertien shows in tien Amerikaanse staten. Eind van dat jaar deed hij een grotere show met The Midnight.
Zijn muziekvideo's zijn op YouTube medio 2024 ruim 128 miljoen keer bekeken.

## Discografie

### Albums
- Childhood Memories (2014)
- Journeys (2014)
- Reflections (2015)
- Night Drive (2018)
- Faded Touch (2021)
- Echoes (2023, als Sublunar)
- Searching for Tomorrow (2023)

### Ep's
- Synthetic Romance (2014)
- Waves (2014)
- Lovers, PART 1 (2016)
- Running in the Dark (2016)
- 2083 (2016, als Division)
- Lovers, PART 2 (2017)
- Metropolis (2024)

### Singles
- "Tokyo Rose - Midnight Chase (Timecop1983 Remix)" (2013)
- "Lonely Nights" (2013)
- "Femmepop & Timecop1983 - Our Time" (2014)
- "Mercury" (2014)
- "Wild Love" (2015, met Ollie Wride)
- "Don't Let Go (feat. Dana Jean Phoenix)" (2015)
- "My Room - feat. Oscar (Lieutenant Jangles Soundtrack)" (2018)
- "Faded Memory (feat. Jessie Frye)" (2018)
- "My Delorean - (feat. Primo)" (2019)
- "One Night (feat. Josh Dally)" (2020)